# لونت اولگن
لونت اولگن (انگلیسی: Levent Ülgen؛ زادهٔ ۸ اوت ۱۹۶۲) بازیگر اهل ترکیه است. وی از سال ۱۹۸۰ میلادی تاکنون مشغول فعالیت بوده‌است.
از فیلم‌ها یا برنامه‌های تلویزیونی که وی در آن نقش داشته‌است می‌توان به عشق اجاره‌ای، کلاغ، ای داد از جوانی و خانواده اشاره کرد.